# Gongrocnemis hubbelli
Gongrocnemis hubbelli är en insektsart som beskrevs av Max Beier 1962. Gongrocnemis hubbelli ingår i släktet Gongrocnemis och familjen vårtbitare. Inga underarter finns listade i Catalogue of Life.